# Maëlle Giovanetti
Maëlle Giovanetti (auch Maëlle Giovanetti-Metzger; * 1986 in Hildesheim oder Berlin) ist eine deutsch-französische Schauspielerin.

## Wirken
Maëlle Giovanetti erhielt ihre Ausbildung in den Jahren 2008 bis 2012 an der Folkwang Universität der Künste. In der Folge hatte sie unter anderem Auftritte am Schauspiel Essen, Schauspielhaus Bochum, Düsseldorfer Schauspielhaus und dem Theater Konstanz, dessen Ensemble sie zeitweise angehörte. Einem größeren Publikum bekannt wurde sie durch ihre Auftritte in den Fernsehreihen Tatort und Der Kommissar und der See.

## Filmografie (Auswahl)
- 2015: Das Wetter in geschlossenen Räumen
- 2020: Amel?
- 2021: Tatort: Rhythm and Love
- 2022: Der Kommissar und der See – Liebeswahn
- 2023: Tatort: Unten im Tal
- 2024: Für alle Fälle Familie (Fernsehserie, eine Folge)